# Amber Air

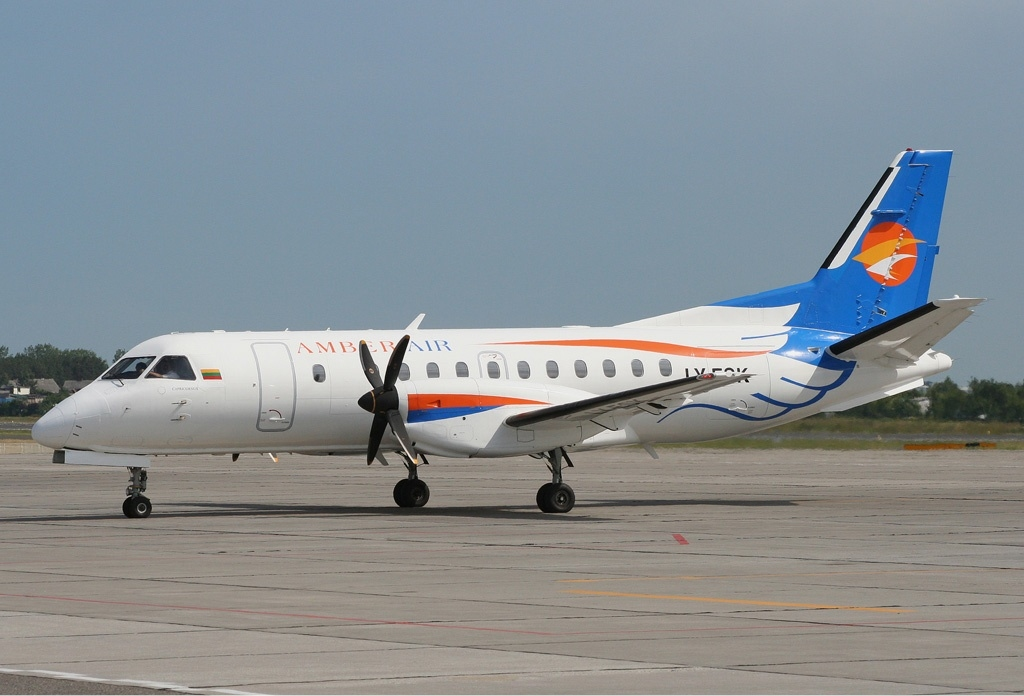
Amber Airs Saab 340

Amber Air var ett litauiskt charterflygbolag som började operera i december 2004. De flög bara regelbundet till Hamburg i Tyskland. Bolagets licens att bedriva flygtrafik upphävdes den 20 december 2006. 
I augusti 2006 :
- 2 Saab 340B